# Kustom Kar Kompetition
Albums de La Muerte
Experiment in Terror
(1990) Raw
(1994)
Kustom Kar Kompetition est le quatrième album du groupe belge La Muerte. Il est sorti en 1991 et est le dernier album de La Muerte enregistré en studio.

## L'album
L'album a été enregistré au Polygone Studio de Bruxelles.
Tous les titres sont des compositions du groupe.
Il s'agit du dernier album avec le batteur Michel De Greef.

## Les musiciens
- Marc du Marais : voix
- Dee-J : guitare
- Paul "Dunlop" Delnoy : basse
- Michel De Greef : batterie

## Les titres
1. Kustom Kar Kompetition - 4 min 37 s
2. Serial Killer - 2 min 03 s
3. Hate Love - 4 min 28 s
4. But My Brain Don't Get Higher - 4 min 26 s
5. L'Essence Des Chocs - 5 min 18 s
6. Speed, Steel and Gasoline - 4 min 55 s
7. Wild Fucker - 3 min 25 s
8. Couteau Dans l'Eau - 3 min 26 s
9. Stone-Heart Marie - 4 min 12 s
10. Fast Wild World - 4 min 03 s
11. KKK (Part 2) - 2 min 59 s

## Informations sur le contenu de l'album
- James de Baecker accompagne le groupe à la guitare sur plusieurs morceaux.
- Adriano Cominotto (basse, accordéon, saxo) accompagne le groupe sur plusieurs morceaux.